# Grensmarks voetbalkampioenschap 1932/33
In 1932/33 werd het vierde Grensmarks voetbalkampioenschap gespeeld, dat georganiseerd werd door de Baltische voetbalbond. 
VfL Danzig nam terug de naam BuEV aan en werd kampioen en plaatste zich voor de Baltische eindronde. Als vicekampioen mocht ook Preußen Danzig naar die eindronde. Beide clubs eindigden op een gedeelde laatste plaats.
Na dit seizoen kwam de NSDAP aan de macht en werden alle regionale voetbalbonden opgeheven. De Gauliga werd ingevoerd als hoogste klasse en de clubs uit de regio Grensmark werden verdeeld over de Gauliga Pommern en Gauliga Ostpreußen. De meeste clubs moesten nu in de tweede klasse gaan spelen. 

## Kreisliga
Vanwege de zware winters in het Baltische gebied kon er soms geruime tijd geen voetbal gespeeld worden, maar de competitie evenwel tijdig afgewerkt moest zijn om aan de nationale eindronde te kunnen deelnemen. Hierop werd geanticipeerd om de competitie van 1932/33 reeds in de herfst van 1931 te laten beginnen. 

### Kreisliga Westpreußen
| Plaats | Club                       | Wed. | W | G | V | Saldo | Ptn. |
| ------ | -------------------------- | ---- | - | - | - | ----- | ---- |
| 1.     | PSV Elbing                 | 9    | 8 | 1 | 0 | 33:8  | 17   |
| 2.     | SV Viktoria 1910 Elbing    | 10   | 6 | 2 | 2 | 37:15 | 14   |
| 3.     | MSV Hochmeister Marienburg | 9    | 6 | 0 | 3 | 28:19 | 12   |
| 4.     | VfR Hansa Elbing           | 10   | 3 | 2 | 5 | 26:27 | 8    |
| 5.     | Marienburger SV 1905       | 10   | 3 | 0 | 7 | 22:42 | 6    |
| 6.     | Elbinger SV 1905           | 10   | 0 | 1 | 9 | 8:43  | 1    |

|  | Geplaatst voor Bezirksliga |

### Kreisliga Danzig
| Plaats | Club                    | Wed. | W | G | V | Saldo | Ptn. |
| ------ | ----------------------- | ---- | - | - | - | ----- | ---- |
| 1.     | BuEV Danzig             | 5    | 4 | 0 | 1 | 13:5  | 8    |
| 2.     | RSV Hansa Danzig        | 5    | 3 | 0 | 2 | 9:8   | 6    |
| 3.     | SV Schutzpolizei Danzig | 5    | 3 | 0 | 2 | 10:10 | 6    |
| 4.     | KS Gedania Danzig       | 5    | 2 | 1 | 2 | 15:8  | 5    |
| 5.     | SV 1919 Neufahrwasser   | 5    | 1 | 1 | 3 | 9:9   | 3    |
| 6.     | Zoppoter SVgg           | 5    | 1 | 0 | 4 | 3:19  | 2    |

|  | Geplaatst voor kampioenschap Danzig                          |
|  | Play-off voor tweede plaats en deelname kampioenschap Danzig |
|  | Degradatie play-off tegen tweedeklasser                      |

Play-off tweede plaats
|                 |                  |       |                  |                 |
| 10 januari 1932 | RSV Hansa Danzig | 2 – 3 | SV Schupo Danzig | Danzig-Langfuhr |
| 10 januari 1932 |                  |       |                  | Danzig-Langfuhr |

Degradatie play-off
| Team 1        | Totaal | Team 2      | Wed 1 | Wed 2 |
| ------------- | ------ | ----------- | ----- | ----- |
| Zoppoter SVgg | 0-6    | SC Lauental | 0-1   | 0-5   |

#### Kampioenschap Danzig 1932/33
Officieel heette de competitie Meisterschaft der Freien Stadt Danzig 1932/33. De eerste twee uit de Kreisliga van dit jaar en die van het voorgaande jaar waren hiervoor geplaatst.
| Plaats | Club                    | Wed. | W | G | V | Saldo | Ptn. |
| ------ | ----------------------- | ---- | - | - | - | ----- | ---- |
| 1.     | SC Preußen Danzig       | 6    | 5 | 0 | 1 | 19:8  | 10   |
| 2.     | BuEV Danzig             | 6    | 3 | 2 | 1 | 14:6  | 8    |
| 3.     | SV Schutzpolizei Danzig | 6    | 2 | 1 | 3 | 11:20 | 5    |
| 4.     | Danziger SC             | 6    | 0 | 1 | 5 | 8:18  | 1    |

|  | Geplaatst voor Bezirksliga en kwalificatie Kampioenschap Danzig 1933/34 |

### Kreisliga Schneidemühl
| Plaats | Club                           | Wed. | W | G | V | Saldo | Ptn. |
| ------ | ------------------------------ | ---- | - | - | - | ----- | ---- |
| 1.     | SV Hertha 1910 Schneidemühl    | 10   | 6 | 3 | 1 | 32:13 | 15   |
| 2.     | SV Viktoria 1916 Schneidemühl  | 10   | 6 | 2 | 2 | 29:20 | 14   |
| 3.     | SV Graf Schwerin Deutsch Krone | 10   | 5 | 2 | 3 | 26:14 | 12   |
| 4.     | PSV Schneidemühl               | 10   | 4 | 1 | 5 | 19:26 | 9    |
| 5.     | FC Germania 1915 Schneidemühl  | 10   | 2 | 1 | 7 | 17:31 | 5    |
| 6.     | SV Germania Neustettin         | 10   | 2 | 1 | 7 | 20:39 | 5    |

|  | Geplaatst voor Bezirksliga |
|  | Degradatie                 |

### Kreisliga Kolberg/Köslin
| Plaats | Club                     | Wed. | W | G | V | Saldo | Ptn. |
| ------ | ------------------------ | ---- | - | - | - | ----- | ---- |
| 1.     | MSV Hubertus Kolberg     | 10   | 8 | 1 | 1 | 35:9  | 17   |
| 2.     | SV Schivelbein           | 10   | 4 | 3 | 3 | 18:14 | 11   |
| 3.     | SV Viktoria 1921 Kolberg | 10   | 3 | 4 | 3 | 26:21 | 10   |
| 4.     | SV Preußen Köslin        | 10   | 4 | 2 | 4 | 12:22 | 10   |
| 5.     | SC Labes                 | 10   | 3 | 2 | 5 | 18:22 | 8    |
| 6.     | SV 1910 Kolberg          | 10   | 1 | 2 | 7 | 17:38 | 4    |

|  | Geplaatst voor Bezirksliga              |
|  | Degradatie play-off tegen tweedeklasser |

Degradatie play-off
| Team 1             | Totaal | Team 2          | Wed 1 | Wed 2 |
| ------------------ | ------ | --------------- | ----- | ----- |
| Kösliner SV Phönix | 5-2    | SV 1910 Kolberg | 3-0   | 2-2   |

### Kreisliga Stolp/Lauenburg
| Plaats | Club                    | Wed. | W | G | V | Saldo | Ptn. |
| ------ | ----------------------- | ---- | - | - | - | ----- | ---- |
| 1.     | SV Sturm 1919 Lauenburg | 8    | 6 | 1 | 1 | 29:15 | 13   |
| 2.     | SV Viktoria 1909 Stolp  | 8    | 4 | 2 | 2 | 19:10 | 10   |
| 3.     | FC Pfeil 1919 Lauenburg | 8    | 2 | 2 | 4 | 17:20 | 6    |
| 4.     | SV Germania 1903 Stolp  | 8    | 2 | 2 | 4 | 18:24 | 6    |
| 5.     | SV Fortuna 1919 Stolp   | 8    | 2 | 1 | 5 | 15:29 | 5    |

|  | Geplaatst voor Oost-Pommers kampioenschap       |
|  | Play-off voor plaats Oost-Pommers kampioenschap |

Play-off derde plaats
|               |                        |              |                         |  |
| 24 april 1932 | SV Germania 1903 Stolp | 2 – 1 (n.v.) | FC Pfeil 1919 Lauenburg |  |
| 24 april 1932 |                        |              |                         |  |

#### Oost-Pommers kampioenschap
| Plaats | Club                    | Wed. | W | G | V | Saldo | Ptn. |
| ------ | ----------------------- | ---- | - | - | - | ----- | ---- |
| 1.     | SV Sturm 1919 Lauenburg | 4    | 3 | 0 | 1 | 11:10 | 6    |
| 2.     | SV Viktoria 1909 Stolp  | 4    | 1 | 2 | 1 | 12:9  | 4    |
| 3.     | SV Germania 1903 Stolp  | 4    | 0 | 2 | 2 | 6:10  | 2    |

|  | Geplaatst voor Bezirksliga |

## Bezirksliga

### Groep A
| Plaats | Club                        | Wed. | W | G | V | Saldo | Ptn. |
| ------ | --------------------------- | ---- | - | - | - | ----- | ---- |
| 1.     | SC Preußen 1909 Danzig      | 4    | 3 | 1 | 0 | 13:6  | 7:1  |
| 2.     | Polizei SV Elbing           | 4    | 1 | 1 | 2 | 6:10  | 3:5  |
| 3.     | SV Hertha 1910 Schneidemühl | 4    | 0 | 0 | 2 | 4:7   | 2:6  |

|  | Geplaatst voor finale |

### Groep B
| Plaats | Club                    | Wed. | W | G | V | Saldo | Ptn. |
| ------ | ----------------------- | ---- | - | - | - | ----- | ---- |
| 1.     | BuEV Danzig             | 4    | 2 | 1 | 1 | 13:9  | 5:3  |
| 2.     | MSV Hubertus Kolberg    | 4    | 2 | 0 | 2 | 8:9   | 4:4  |
| 3.     | SV Sturm 1919 Lauenburg | 4    | 1 | 1 | 2 | 8:11  | 3:5  |

|  | Geplaatst voor finale |

### Finale
| Team 1                 | Uitslag            | Team 2      |
| ---------------------- | ------------------ | ----------- |
| SC Preußen 1909 Danzig | 5:2, 1:2, 1:2 n.v. | BuEV Danzig |